# 71 Draconis
71 Draconis, eller DE Draconis, är en dubbelstjärna och förmörkelsevariabel av Algol-typ (EA/DM) i stjärnbilden Draken.
71 Dra har visuell magnitud +5,72 och varierar i amplitud med 0,16 enheter och perioden 5,298036 dygn.